# Wahlkreis Houghton and Sunderland South
Houghton and Sunderland South ist ein Wahlkreis für die Wahl zum britischen Unterhaus im County Tyne and Wear.
Seit seiner Einrichtung im Jahr 2010 wird der Wahlkreis von Bridget Phillipson von der Labour Party vertreten, die als Bildungsministerin unter der Regierung von Keir Starmer tätig ist.

## Das Wahlkreisprofil
Der Wahlkreis umfasst ein Gebiet mit mittlerer Bevölkerungsdichte im Landesinneren, das teilweise am Südufer des Flusses Wear liegt und überwiegend von Menschen im erwerbsfähigen Alter bewohnt wird; eine Minderheit der Bevölkerung lebt in Dörfern. Der Großteil der Bevölkerung lebte früher vom Kohlebergbau, den Stahlwerken und dem Schiffbau, der von der Mitte des 19. bis zur Mitte des 20. Jahrhunderts in Wearside betrieben wurde. Einige der frühesten Aktivitäten der Labour Party fanden in der Grafschaft Tyne and Wear statt; hier hatte sie ihre ersten Parlamentsangehörigen.

## Das Wahlkreisgebiet
Der Wahlkreis Houghton and Sunderland South wurde für die Parlamentswahl 2010 geschaffen, als die Boundary Commission die Zahl der Sitze in Tyne and Wear von 13 auf 12 reduzierte, wobei insbesondere die Wahlkreise in der Stadt Sunderland neu geordnet wurden. Der Wahlkreis wurde aus dem Großteil des ehemaligen Wahlkreises Houghton and Washington East (Bezirke Copt Hill, Doxford, Hetton, Houghton und Shiney Row) und Teilen des ehemaligen Wahlkreises Sunderland South (Bezirke St Chad's, Sandhill und Silksworth) gebildet.

### Der Wahlkreiszuschnitt seit 2024
Zum Wahlkreis gehören: City of Sunderland Wards von: Copt Hill; Doxford; Hetton; Houghton; Sandhill; Shiney Row; Silksworth; St. Anne's; und St. Chad's.

## Die Unterhausabgeordneten des Wahlkreises
| Wahl | Wahl | Abgeordneter       | Partei |
| ---- | ---- | ------------------ | ------ |
|      | 2010 | Bridget Phillipson | Labour |

## Wahlergebnisse

Stimmanteile bei den Parlamentswahlen in Houghton and Sunderland South 2010–2024

### Wahl 2024
| Ergebnisse der Unterhauswahl 2024 | Ergebnisse der Unterhauswahl 2024 | Ergebnisse der Unterhauswahl 2024 | Ergebnisse der Unterhauswahl 2024 | Ergebnisse der Unterhauswahl 2024 |
| Partei                            | Kandidat                          | Stimmen                           | %                                 | ±                                 |
| --------------------------------- | --------------------------------- | --------------------------------- | --------------------------------- | --------------------------------- |
| Labour                            | Bridget Phillipson                | 18.837                            | 47,1                              | +6,4                              |
| Reform UK                         | Sam Woods-Brass                   | 11.668                            | 29,1                              | +13,6                             |
| Konservative                      | Chris Burnacle                    | 5.514                             | 13,8                              | −19,1                             |
| LibDem                            | Paul Edgeworth                    | 2.290                             | 5,7                               | −0,1                              |
| Grüne                             | Richard Bradley                   | 1.723                             | 4,3                               | +1,5                              |